# Clan Fahy
 (juin 2025).
Si vous disposez d'ouvrages ou d'articles de référence ou si vous connaissez des sites web de qualité traitant du thème abordé ici, merci de compléter l'article en donnant les références utiles à sa vérifiabilité et en les liant à la section « Notes et références ».
Pour les articles homonymes, voir Fahy (Irlande), Fahy et Fahy-lès-Autrey.
Le Clan Fahy est un clan irlandais. Son nom gaélique Ó Fathaigh a été anglicisé en O'Fahy puis en Fahy (en). Il existe d'autres variantes du nom telles que Fahey (en), Faghy ou Fay. Bien qu'il existe un village appelé Fahy dans le comté de Mayo, le clan semble lié au comté de Galway, principalement dans le district de Loughrea.

## Histoire
Selon la doctrine O'Rahilly, le clan Ó Fathaigh est issu de la quatrième vague de peuplement celte de l'Irlande, celle des Gaëls.
Selon Edward MacLysaght, dans son ouvrage « Irish Families, Their Names, Arms and Origins », Fahy est « presque exclusivement un nom du comté de Galway, bien qu'on le trouve également dans les zones limitrophes de ce comté, comme le nord de Tipperary et à Dublin ». C'est un sept des Uí Maine, et leur territoire est près de Loughrea dans un la zone autrefois connu sous le nom gaélique de Pobal Mhuintir Ui Fhathaigh (le pays du peuple d'O Fathaigh).

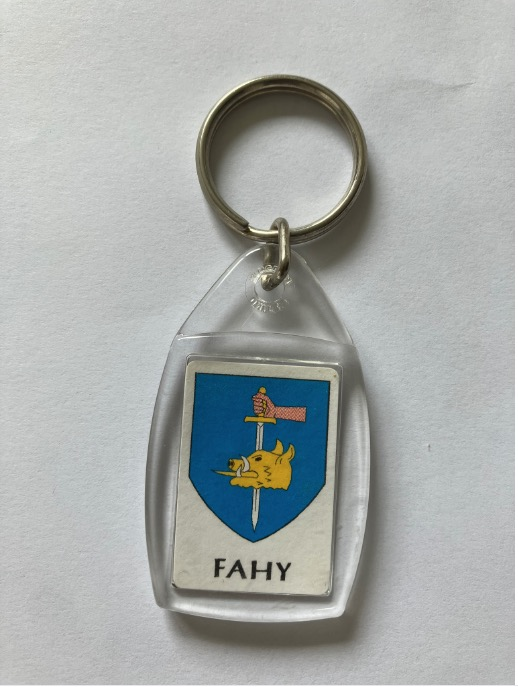
Porte-clefs représentant les armes du clan irlandais Fahy (O'Fahy ou O'Fahaigh)

À la fin du XVIe siècle, en 1585, le clan Fahy est toujours présent sur ses terres ; ses possessions étant réduites à deux hameaux, Pobbill et Moyntirffachie, et à quelques terres autour de la paroisse de Kilthomas.
Au XVIIe siècle, les clans traditionnels irlandais virent leur pouvoir disparaître au profit de l'administration anglaise. En 1630, le clan Fahy vit une grande partie de ses terres confisquées par l'administration anglaise de Cromwell. Malgré la restauration de la monarchie britannique, ces terres ne furent jamais restituées au clan Fahy et furent octroyées à de nouveaux propriétaires fonciers britanniques. Une partie des membres du clan émigra en Europe continentale, et se mit au service de souverains d'Europe de l'ouest. Certains de ses membres servirent alors   notamment dans le régiment de Berwick ainsi dans d'autres corps irlandais du roi de France, notamment la Brigade irlandaise,,.
Au milieu du XIXe siècle, des milliers de familles irlandaises, touchées par la Grande famine de la pomme de terre, émigrèrent aux Etats-unis, où elles espéraient trouver des terres, du travail et des libertés politiques et religieuses. Les listes de passagers (manifests en anglais) révèlent la traversée de nombreux Fahy vers Ellis island.

## Sources
Le clan Fahy est reconnu comme clan irlandais par John Grenham dans son livre publié en 1993  Clans and Families of Ireland: The Heritage and Heraldry of Irish Clans and Families. Il y énumère des noms de clans irlandais et produit a minima un paragraphe d'informations pour chacun d'entre eux, dont le clan Fahy.